# Mateusz Lewandowski (ur. 1999)
Mateusz Lewandowski (ur. 4 marca 1999 w Poznaniu) – polski piłkarz, grający na pozycji środkowego napastnika. Zawodnik ŁKS Łódź.